# Horé-Kouni
Pour les articles homonymes, voir Hore.
Horé-Kouni est un village de la commune de Meiganga situé dans la région de l'Adamaoua et le département du Mbéré au Cameroun, à proximité de la frontière avec la République centrafricaine.

## Population
En 1967, Horé-Kouni comptait 106 habitants, principalement Peuls. Lors du recensement de 2005, 266 personnes y ont été dénombrées.